# Stockton-on-Tees
Stockton-on-Tees – miasto portowe w północno-wschodniej Anglii (Wielka Brytania), w regionie North East England, w hrabstwie ceremonialnym Durham, na terenie jednolitej jednostki administracyjnej (unitary authority) Stockton-on-Tees, położone nad rzeką Tees. W 2001 roku miasto liczyło 80 060 mieszkańców.
W mieście rozwinął się przemysł środków transportu, maszynowy, petrochemiczny oraz hutniczy.
W 1825 ze Stockton-on-Tees do Darlington zbudowano pierwszą na świecie linię kolejową.